# Mujeres casadas
 Mujeres casadas  es una película en blanco y negro de Argentina dirigida por Mario Soffici sobre el guion de Sixto Pondal Ríos y Carlos Olivari que se estrenó el 12 de abril de 1954 y que tuvo como protagonistas a Elina Colomer, Ana Lasalle, Francisco Martínez Allende, Nelly Panizza y Jorge Rivier.

## Sinopsis
Una esposa a punto de cometer adulterio se ve comprometida en una derivación inesperada de su aventura.

## Reparto
- Elina Colomer ... Victoria
- Ana Lasalle ... Matilde
- Francisco Martínez Allende ... Hilario Muñoz
- Nelly Panizza ... Vicky
- Jorge Rivier ... George Frossard
- Alita Román ... Amalia
- Nelly Meden ... Beba
- Héctor Calcaño ... Ezequiel Olmedo
- María José
- Yuki Nambá ... María Robledo
- Berta Moss ... Dorita
- Julián Bourges
- Félix Rivero
- Mariano Vidal Molina
- Betty Denis
- Tito Grassi
- Isabel Sprenger
- Luis E. Corradi ... Palacios
- Irma García
- Jorge Leval
- Aurora del Mar
- Adolfo Meyer
- Sara Rudoy
- Teresa Blasco
- Marta González

## Comentarios
La Nación dijo en su crónica:

”Labor directiva muy firme…unidad dramática y repercusión emotiva.”

Por su parte Crítica opinó:

”Las reacciones humanas, frente a un determinismo preconcebido, resultan convencionales y exigen de los personajes una psicología muy rudimentaria…Filosofía de manual, tal vez para que la lección llegue aincluso a mentes poco ágiles.”